# Bacoor

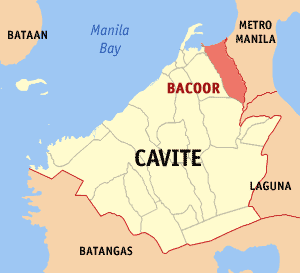
Bacoors läge i provinsen Cavite.

Bacoor är en ort i Filippinerna som ligger i provinsen Cavite i regionen CALABARZON. Den gränsar till Metro Manila och har 441 197 invånare (2007).
Bacoor räknas officiellt inte som stad utan är en kommun. Kommunen är indelad i 73 smådistrikt, barangayer, varav samtliga är klassificerade som tätortsdistrikt.